# Polytribax fulvescens
Polytribax fulvescens là một loài tò vò trong họ Ichneumonidae.